# Nicolas de Neufville, seigneur de Villeroy

Nicolas de Neufville, seigneur de Villeroy

Nicolas de Neufville, seigneur de Villeroy, (* 1542; † 12. November 1617 in Rouen) war ein französischer Diplomat und Politiker.
Villeroy war unter Karl IX., Heinrich III., Heinrich IV. und Ludwig XIII. Staatssekretär (secrétaire d’État) und Botschafter.
Als Staatssekretär führte er vom 30. Dezember 1594 bis zum 9. August 1616 das Außenministerium (Secrétaire d’État aux Affaires étrangères), und vom 1. Januar 1589 bis zum 9. August 1613 das Kriegsministerium (Secrétaire d’État à la Guerre).

## Werke
Er hinterließ unter anderem die berühmten Memoires d’État depuis 1567 jusqu’en 1604 (1622–1634).

## Ehe und Familie
Nicolas de Neufville heiratete am 17. Juni 1559 per Ehevertrag Madeleine de L’Aubespine (* 21. Mai 1546; † 17. Mai 1596), Tochter des Secrétaire d’État Claude de L’Aubespine und Jeanne Bochetel. Madeleine de L’Aubespine ist die spätere Patronin, Dichterin, Übersetzerin und Freundin von Pierre de Ronsard. Ihr einziges Kind ist Charles de Neufville (* wohl 1566; † in der Nacht vom 17. auf den 18. Januar 1642 in Lyon, in seinem 76. Lebensjahr), Marquis de Villeroy et d'Alincourt (Januar 1615), Gouverneur von Lyon, Lyonnais, Forez und Beaujolais (16. Februar 1612); ⚭ (1) 26. Februar 1588 Marguerite de Mandelot (* 1570; † 10. Juli 1593), Dame de Pacy, Tochter von François de Mandelot, Gouverneur von Lyon, und Éléonore Robertet; ⚭ (2) 11. Februar 1596 Jacqueline de Harlay, Tochter von Nicolas de Harlay, Baron de Sancy, Colonel général de Suisses, und Marie Moreau, Dame de Grosbois.
Darüber hinaus hatte Nicolas de Neufville noch einen unehelichen Sohn von einer nicht bekannte Frau, Nicolas de Neufville, der Abt von La Chaise-Dieu, Fontenelles, Lagny und Chézy wurde, Conseiller clerc au Parlement (1584), Kanoniker an der Sainte-Chapelle in Paris, sowie Abt von Saint-Loup (Diözese Troyes, bis 1613).